# 新潟県道329号五頭連峰公園線

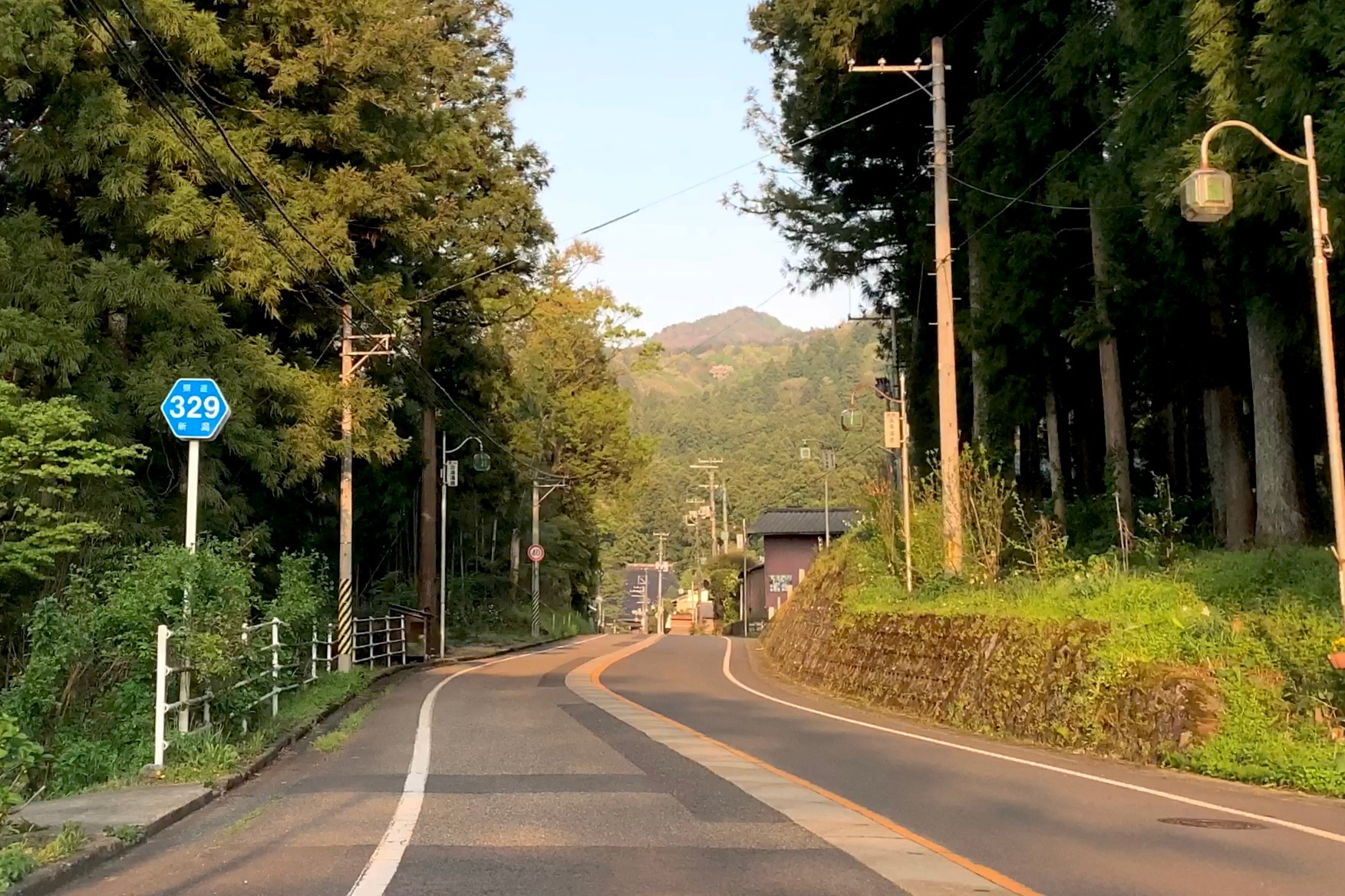
出湯温泉・華報寺への参道となっている県道329号

新潟県道329号五頭連峰公園線（にいがたけんどう329ごう ごずれんぽうこうえんせん）は、新潟県阿賀野市内を通る一般県道である。

## 概要

### 路線データ
- 起点：新潟県阿賀野市出湯
- 終点：新潟県阿賀野市出湯字4寸石（国道290号・新潟県道271号水原出湯線交点）

## 地理

### 通過する自治体
- 新潟県阿賀野市

### 接続する道路
- （起点：阿賀野市出湯、「出湯簡易郵便局」東方）
- 国道290号・新潟県道271号水原出湯線（終点：出湯交差点）

### 周辺
- 出湯温泉簡易郵便局
- 五頭温泉郷
  - 出湯温泉
- 五頭連峰県立自然公園